# Nonggangboomtimalia
De nonggangboomtimalia (Stachyris nonggangensis) is een recent beschreven soort boomtimalia uit het geslacht Stachyris en de familie  Timalia's (Timaliidae). Deze vogel lijkt een beetje op de sluiptimalia's uit het geslacht Napothera (familie Pellorneidae). De vogel foerageert voornamelijk op de grond tussen dor blad en stenen en loopt meer dan hij vliegt.

## Kenmerken
De nonggangboomtimalia lijkt erg op de Laotiaanse boomtimalia (S. herberti) maar verschilt daarvan door de kleur van de iris, een halve maan vormig vlek achter het oor, een vlek met zwarte stippels op de keel en een zwarte snavel.

## Verspreiding en leefgebied
Zijn biotoop is de ondergroei van moessonregenwoud waarin selectief is gekapt. Tot nu toe is de vogel alleen bekend van één plaats in China. Echter, vergelijkbare biotoop bestaat ook in het noorden van Vietnam en Zuidoost Yunnan, dus is het mogelijk dat de soort daar ook gevonden wordt.

## Status
De nonggangboomtimalia is tot nu toe slechts binnen een zeer beperkt gebied is waargenomen: alleen in moessoenbos op een kalksteenondergrond met karstverschijnselen. Onderzoek op andere plekken in het berggebied langs de grens tussen China en Vietnam leverde geen nieuwe waarnemingen. Het leefgebied van de vogel wordt bedreigd door uitbreiding van de landbouw en de aanleg van wegen. Daarom staat de vogel als gevoelig (voor uitsterven) op de rode lijst.

## Taxonomie
De nonggangboomtimalia werd in februari 2005 voor het eerst waargenomen door de ornithologen Zhou Fang en Jiang Aiwu tijdens een inventarisatie van het Nonggang Natuurreservaat in de provincie Guangxi in China. Het type-exemplaar werd gevangen in januari 2006 en de soort werd formeel beschreven in 2008.